# The King Must Die
The King Must Die è una canzone scritta ed interpretato dall'artista britannico Elton John; il testo è di Bernie Taupin.
Proviene dall'album omonimo dell'artista, del 1970.

## Il testo e la melodia
La melodia, accompagnata per tutta la sua durata dal pianoforte e molto orchestrata, inizia in maniera cupa ma tranquilla, per poi velocizzarsi improvvisamente e finire maestosamente in crescendo.
Il testo di Taupin, ancora una volta enigmatico, presenta molte parole dell'antico
inglese rinascimentale e medioevale, e parla della detronizzazione di un Re. Questa parola ("King") è ricorrente in tutta la canzone. La parte finale è spaventosamente drammatica, e dai versi si capisce chiaramente la morte del Re ("The King is dead, the King is dead") come confermano anche i toni drammatici e aggressivi della melodia. Il brano finisce in maniera tranquilla ma maestosa, con una frase che lascia immaginare l'incoronazione di un nuovo Re (Long live the King). Pare che Bernie si sia ispirato al libro omonimo The King Must Die di Mary Renault.

## Formazione
- Elton John: voce, pianoforte
- Clive Hicks: chitarra
- Les Hurdie: basso
- Frank Clark: basso
- Terry Cox: batteria
- Dennis Lopez: percussioni